# Pamphilius pallipes
Pamphilius pallipes är en stekelart som först beskrevs av Zetterstedt 1838.  Pamphilius pallipes ingår i släktet Pamphilius, och familjen spinnarsteklar. Arten är reproducerande i Sverige.